# Karin Maruyama
Karin Maruyama (del japonés: 丸山夏鈴 ‘Maruyama Karin’) también conocida como Rin-chan (りんちゃん). (n. Kōriyama (Fukushima), Japón; 2 de agosto de 1993 – Tokio, Ib. 22 de mayo de 2015) fue una cantante, modelo e ídolo japonesa, activa en la década del 2010.

## Biografía

### Primeros años
Sus padres son Takayuki y Machiko Maruyama, quienes fueron músicos amateurs en su juventud. Los primeros años de su infancia transcurrieron como los de otro niño japonés. Se crio en Kōriyama. Desde pequeña mostró afición a la franquicia Pokémon, en especial de  Eevee y  Pikachu.

### Lucha contra el Cáncer
No obstante, mientras cursaba su segundo año de primaria, se le diagnosticó un tumor cerebral maligno, siendo intervenida en dos ocasiones. La primera para realizarle una ablación y la segunda unos años después —antes de entrar a la secundaria—  para controlar la enfermedad y lograr que entrara en remisión. 
En julio de 2007 abrió su primer blog como diario personal, en este hizo pública su vida personal por primera ocasión y reveló la condición en la que se encontraba. Cuando se graduó de la secundaria, tuvo que ser operada por tercera ocasión y durante su misma hospitalización se le programó una cuarta intervención quirúrgica.
En el año 2011 realizó la apertura de su propio blog en ameba, donde plasmó que desde su infancia y durante su estadía en el hospital nació su interés por convertirse en Ídol mientras miraba a las mismas en la TV, declarándose fan de Morning Musume y subgrupos como Minimoni. Además, era aficionada a la edición de vídeo, haciendo uso de softwares como Adobe Premiere y AviUtl.

### Salto a la fama
En 2012 se inscribió vía internet a la audición "Miss ID", un evento anual patrocinado por Kōdansha. Logró pasar el primer filtro, llegando a la semifinal al lado de Idols como Haruka Oba y Ayana Kinoshita.
Después de múltiples votaciones, en julio del mismo año la agencia HappyStrike decidió darle la oportunidad de comenzar una carrera profesional como cantante. También participó en una estación de radio y concluyó con un concierto a fines de año.
Sin embargo, tuvo que suspender sus actividades en febrero de 2013, para realizarse una quinta cirugía cerebral el mes siguiente. Tras una breve convalecencia, retomó sus actividades en abril. Pese a esto en junio volvió a recaer, viéndose forzada a someterse a lo que sería su sexta intervención, y seis meses más tarde, en diciembre, a su séptima y última neurocirugía. 
Posteriormente, los médicos informaron a su madre que el tumor había producido en Karin metástasis, diseminándose del sistema circulatorio a los pulmones y el brazo derecho, pero continuaría con un tratamiento paliativo. En primera instancia, su madre, Machiko, decidió no comentarle nada a su hija, pero tiempo después Maruyama fue consciente de su estado.

### "Eternal Summer" y MV
A pesar de ello, en este lapso empezó a grabar de forma parcial su single: "Eternal Summer", concluyendo con el tema; "Anata a Watashi" y dos versiones instrumentales de los mismos. Además, apareció en algunas revistas de moda. Al terminar las grabaciones, reveló que su último internamiento había sido muy complicado. 
Aunque la enfermedad avanzaba poco a poco, siempre mantuvo una actitud positiva y a fines de 2014 comentó su interés por rodar un MV de "Eternal Summer". Dado que su disquera recién se iniciaba en la industria musical, no contaba con la suficiente solvencia económica para producir un video. Debido a este hecho, se lanzó una campaña de crowdfunding, logrando recaudar el doble de la cifra estimada.
En febrero de 2015, la agencia liberó su miniálbum y dos semanas después se estrenó el PV. Karin quiso incursionar como letrista y tenía planeado comenzar a grabar su siguiente tema del cual había escrito ya la letra, pero debido a su estado de salud tuvo que cancelar posteriormente sus presentaciones, así como continuar con la promoción del disco.

### Fallecimiento
A pesar de los múltiples esfuerzos por combatir la neoplasia a lo largo de su vida, a fines de marzo de ese año fue internada nuevamente. El tumor secundario con el que luchaba mermó considerablemente su condición, manteniéndola postrada en sus últimos días. Desde el 5 de abril comenzó a filmar videoclips en el hospital, los cuales subió a su canal de YouTube y compartió igualmente en su cuenta de Twitter como una forma de seguir en contacto con sus fanes y sentirse acompañada por estos. El 21 de mayo de 2015 grabó el último vídeo. Sus últimas palabras en este fueron; «Sayonara... Bye Bye». Falleciendo al día siguiente, aproximadamente a la 1:10 p. m. (JST+09).

### Legado y Reconocimiento Póstumo: "Ídol hasta el final"
A petición de Karin el funeral fue abierto al público, prologándose por tres días consecutivos, concluyendo el 25 de mayo en Kōriyama, para permitir que los wotas pudieran ir a despedirla. Su cuerpo fue cremado y sus cenizas se colocaron en el Templo Niroji en la ciudad de Motomiya. La cantante Shoko Nakagawa estuvo presente en las exequias.
Meses después se estrenó un documental en su memoria, bajo el título de: "Saigo made Idol: Karin to iu Kiseki" el cual hace un resumen de su vida y su lucha contra el cáncer. En este se le dio el título póstumo de: "Idol hasta el final". Siendo transmitido por la emisora; Fukushima Central Television, así mismo de forma parcial por NNN y la Nippon Television.

## Discografía

### Miniálbum
| 28 de febrero de 2015 | Eternal Summer                |
| Misma Fecha           | Anata to Watashi              |
| Misma Fecha           | Eternal Summer/Karaoke ver.   |
| Misma Fecha           | Anata to Watashi/Karaoke ver. |

### Sencillo póstumo
| 16 de agosto de 2017 | Eternal Summer Special Edition |

## Otros trabajos

### Internet
| 2012 | Niconico Jinja in Odaiba Gasshūkoku 2012 |

### Revistas
| 2013 | Beautiful Lady & Television Go Yoshida Rensai |
|      | Trash-Up!!                                    |
| 2015 | Seikei Tōhoku                                 |

### Radio
| 2015 | Karin Maruyama no Radicantroops 2.0 |

### Televisión
| 2014 | Goji tere Chu!                                     |
|      | news every.                                        |
|      | Ni-jō Han Record                                   |
|      | Karin no Yume e no Kaidan                          |
| 2015 | Minna no News                                      |
|      | Tokudane!                                          |
|      | Hakunetsu Live: Bibbit                             |
|      | Saigo made Idol: Karin to iu Kiseki                |
| 2016 | NNN Document '16: Karin Maruyama –Saigo made Idol– |